# Guru (rappare)
Guru, eg. Keith Edward Elam, född 17 juli 1961 i stadsdelen Roxbury i Boston, Massachusetts, död 19 april 2010 i New York i New York, var en amerikansk hiphopmusiker. Han var även känd för att ha gjort rösten till Grand Theft Auto 3-karaktären, 8-ball.

## Musikkarriär
Guru grundade 1985–1987 hiphop-duon Gang Starr tillsammans med DJ 1,2 B-Down, som senare ersattes med DJ Premier. Gruppen släppte sex studioalbum, där Moment of Truth får anses som den största kommersiella succén i egenskap av det enda albumet som sålt guld.
Guru blev också framgångsrik som soloartist. Hans första soloalbum Jazzmatazz, Vol. 1 släpptes 1993 och följdes av ytterligare tre skivor.

## Död
Guru drabbades den 28 februari 2010 av en hjärtattack och hamnade i koma. Efter en lång tid av cancer, som han hemlighållit från sina fans, avled han av sjukdomen.

## Diskografi

### Som soloartist
- 1993 – Guru's Jazzmatazz, Vol. 1
- 1995 – Guru Presents III Kid Records
- 1995 – Guru's Jazzmatazz, Vol. 2: The New Reality
- 2000 – Guru's Jazzmatazz, Vol. 3: Streetsoul
- 2001 – Baldhead Slick & da Click
- 2005 – Version 7.0: The Street Scriptures
- 2007 – Guru's Jazzmatazz, Vol 4: The Hip Hop Jazz Messenger: Back to the Future
- 2007 – The Timebomb: Back To The Future Mixtape
- 2008 – The Best of Guru's Jazzmatazz
- 2009 – Guru 8.0: Lost and Found

### Med Gang Starr
- 1989 – No More Mr. Nice Guy
- 1991 – Step In the Arena
- 1992 – Daily Operation
- 1994 – Hard to Earn
- 1998 – Moment of Truth
- 2003 – The Ownerz

### Webbkällor
- Sandström, Jocke (29 maj 2010). ”Keith ”Guru” Elam jazzade upp hiphopen”. Sundsvalls Tidning (Sundsvall). http://st.nu/noje/kronikor/1.2062601-keith-guru-elam-jazzade-upp-hiphopen. Läst 12 augusti 2011.